# Adelsmaarschalk
Een adelsmaarschalk is een overheidsfunctionaris die toezicht houdt op de adel. De functie kwam vooral in Rusland, Polen, Scandinavië en Duitsland voor. In Rusland kreeg de adelsmaarschalk ook een bestuurlijke taak. De Nederlandse Hoge Raad van Adel wordt niet door een adelsmaarschalk voorgezeten. Ook de ridderschappen kenden een dergelijke functionaris niet.
In Groot-Brittannië bestaat de functie Earl Marshal nog steeds voor Engeland, maar heeft ook bestaan in Schotland en Ierland.

## Duitsland
De Duitse Adelsmaarschalken waren de leiders en woordvoerders van hun stand. In Duitsland was Durchlaucht Adelsmarschall Adolf 5. Fürst zu Bentheim-Tecklenburg, (Rheda 29 juni 1889 - Keulen 14 januari 1967) Adelsmarschall der Deutsche Adelsgenossenschaft.
Deze adelsmaarschalk zette zich in om de Duitse adel een plaats in het nazi-systeem en het Derde Rijk te geven.

## Rusland
De Russische Zemstvo of districtsvergadering van een oblast werd periodiek gekozen door de grondbezitters, de plattelandsgemeenten en de stedelijke besturen. De vergadering had de opgave om bruggen en wegen te onderhouden of aan te leggen, de veldpolitie te regelen, vrederechters te verkiezen, het lager onderwijs te controleren, de volksgezondheid te bevorderen en toe te zien op het binnenhalen van de oogst. Een provinciale Zemstvo kreeg in de 19e eeuw een dagelijks bestuur onder voorzitterschap van de adelsmaarschalk van de provincie.

## Engeland
De herauten en wapenkoningen van Engeland worden geleid door een adelsmaarschalk met de titel Earl Marshal of England. De functie is erfelijk en behoort toe aan de hertogen van Norfolk. De Earl Marshal is een van de Great Officers of State en voorzitter van het "High Court of Chivalry" dat in 1731 en 1954 voor het laatst bijeen kwam. Het hof is verantwoordelijk voor geschillen over heraldische kwesties.